# Oxymycterus inca
Oxymycterus inca är en däggdjursart som beskrevs av Thomas 1900. Oxymycterus inca ingår i släktet grävmöss och familjen hamsterartade gnagare. IUCN kategoriserar arten globalt som livskraftig. Inga underarter finns listade i Catalogue of Life.
Denna gnagare förekommer i Anderna i södra Peru och Bolivia. I Bolivia når den även lägre regioner. Utbredningsområdet ligger 400 till 2500 meter över havet. Arten lever i flera olika habitat som skogar, savanner, cerradon och jordbruksmark.